# The Lowdown
''The Lowdown'' is een nummer van de Amerikaanse rockband Warbly Jets. Het nummer werd als tweede single uitgebracht op 7 juli 2017, en verscheen op het album Warbly Jets op 20 oktober 2017, onder het muzieklabel Rebel Union Recordings. Het nummer werd gemasterd door Dan Gerbang, gemixt door Claudius Mittendorfer en gepubliceerd door Third Side Music.

## Verschijningen
Het nummer verscheen in de televisieserie Lucifer in aflevering 21 van seizoen 3 ''Anything Pierce Can Do I Can Do Better'' in 2018.